# Paweł Golański
Paweł Golański (Łódź, Polonia, 12 de octubre de 1982) es un futbolista polaco. Juega de defensa y su equipo actual es el Chojniczanka Chojnice de la I Liga polaca.

## Biografía
Golańsk empezó su carrera futbolística en el ŁKS Łódź.
En la temporada 02-03 juega en el Legia de Varsovia para después regresar a su primer club.
En 2005 ficha por el Korona Kielce. Con este equipo debutó en la Ekstraklasa el 26 de julio en un partido contra el Cracovia Kraków. Golańsk llega con su club a la final de Copa en la temporada 06-07, final que perdió por dos goles a cero contra el Dyskobolia Grodzisk Wielkopolski.
En julio de 2007 se marcha a jugar a la Liga I rumana con su actual club, el Steaua de Bucarest. Este club realizó un desembolso económico de aproximadamente 1 millón de euros para poder ficharlo.

### Selección nacional
Ha sido internacional con las categorías inferiores de Polonia. Su mayor éxito lo logró al proclamarse con su equipo campeón de la Eurocopa sub-18 en 2001.
Ha sido internacional con la Selección absoluta de Polonia en 14 ocasiones. Su debut como internacional se produjo el 16 de agosto de 2006 en un partido amistoso contra Dinamarca. Anotó su primer tanto con la camiseta nacional el 3 de febrero de 2007 contra Estonia.
Fue convocado para participar en la Eurocopa de Austria y Suiza de 2008, donde disputó dos encuentros.

## Clubes
| Club                  | País    | Año         |
| --------------------- | ------- | ----------- |
| ŁKS Łódź              | Polonia | 2000-2002   |
| Legia de Varsovia     | Polonia | 2002-2003   |
| ŁKS Łódź              | Polonia | 2003-2005   |
| Korona Kielce         | Polonia | 2005-2007   |
| Steaua Bucarest       | Rumania | 2007-2010   |
| Korona Kielce         | Polonia | 2010 - 2015 |
| ŁKS Łódź (cedido)     | Polonia | 2011        |
| ASA Târgu Mureș       | Rumania | 2015 - 2016 |
| Górnik Zabrze         | Polonia | 2016        |
| Chojniczanka Chojnice | Polonia | 2016 -      |

## Títulos
- 1 Eurocopa sub-18 (Selección de fútbol de Polonia sub-18, 2001)